# DigiPen Institute of Technology
Das DigiPen Institute of Technology ist ein privates kommerzielles (for-profit) College in Redmond, Washington (USA), das Computerspiel-Entwickler ausbildet. DigiPen liegt auf demselben Campus wie Nintendo of America.

## Geschichte
Der Vorläufer der heutigen Hochschule wurde Anfang der 1990er Jahre in Vancouver (Kanada) gegründet, um Entwickler für 3D-Computeranimationen auszubilden. Dazu wurden einzelne Kurse für die DigiPen Corporation durchgeführt. In Zusammenarbeit mit Nintendo entwickelte man 1994 ein zweijähriges Studium zum Spielprogrammierer, das mit einem Diplom abschloss. Im Jahre 1998 verlagerte man den Campus nach Redmond und erhielt vom Washington State Higher Education Coordinating Board die Genehmigung, Associate und Bachelor-Abschlüsse anzubieten. Der erste Master-Studiengang wurde 2004 eingeführt. 
Im Jahr 2008 wurde ein Ableger in Singapur und 2010 in Bilbao gegründet.

## Studium
DigiPen bietet Studiengänge aus den Oberbereichen Informatik mit Spezialisierungen für die Spieleentwicklung wichtige Bereiche wie Computergrafik oder Computersimulation an:
- Bachelor of Arts in Game Design
- Bachelor of Fine Arts in Digital Art and Animation
- Bachelor of Science in Computer Engineering
- Bachelor of Science in Game Design
- Bachelor of Science in Real-Time Interactive Simulation
- Master of Science in Computer Science

Die Studiengebühren betrugen im Schuljahr 2019/2010 29.000 US$. Für Unterkunft und Verpflegung auf dem Campus kommen 11.375 US$ hinzu. Die 6-Year-Graduation Rate ist mit 43 % vergleichsweise gering, d. h. überproportional viele Studierende schließen ihre Ausbildung nicht wie geplant ab; mehr als die Hälfte der Studierenden bricht das Studium ab, um zu einer anderen Schule zu wechseln. Das Einkommen von DigiPen-Absolventen beträgt 10 Jahre nach dem Studienabschluss durchschnittlich 85.700 US$ (nationaler Mittelwert: 34.300 US$).

## Organisation
Die Hochschule ist in folgende akademischen Abteilungen gegliedert:
- Department of Animation and Production
- Department of Computer Science
- Department of Digital Arts
- Department of Electrical and Computer Engineering
- Department of Fine Arts
- Department of Game Software Design and Production
- Department of Humanities and Social Sciences
- Department of Life Sciences
- Department of Mathematics
- Department of Physics